# Esteatosis muscular
La esteatosis muscular esquelética, también denominada miopatía lipídica, se produce por déficit de L-carnitina (encargada de trasportar a los triacilgliceroles al interior de la mitocondria, lugar donde se catabolizan) de forma que se impide su entrada en la mitocondria acumulándose en el citoplasma. Otra posible causa es una deficiencia de las enzimas mitocondriales, más rara y más grave pues seguramente afectará a otros órganos.
- Datos: Q5848997